# Eduard Müller (sculpteur)
Pour les articles homonymes, voir Eduard Müller.
Eduard Müller, né le 9 août 1828 à Hildburghausen et mort le 29 décembre 1895 à Rome est un sculpteur allemand.

## Biographie
Son premier métier est celui de chef cuisinier au service du duc de Cobourg. Il exerce ensuite l'art culinaire à Munich et Paris, et de là à  Anvers, où, sur le conseil du sculpteur Joseph Geefs, il commence à étudier à l'Académie en 1850. Après deux années, il poursuit ses études à Bruxelles, et en 1857 s'installe définitvement à Rome. On compte au nombre de ses élèves Cesare Aureli.

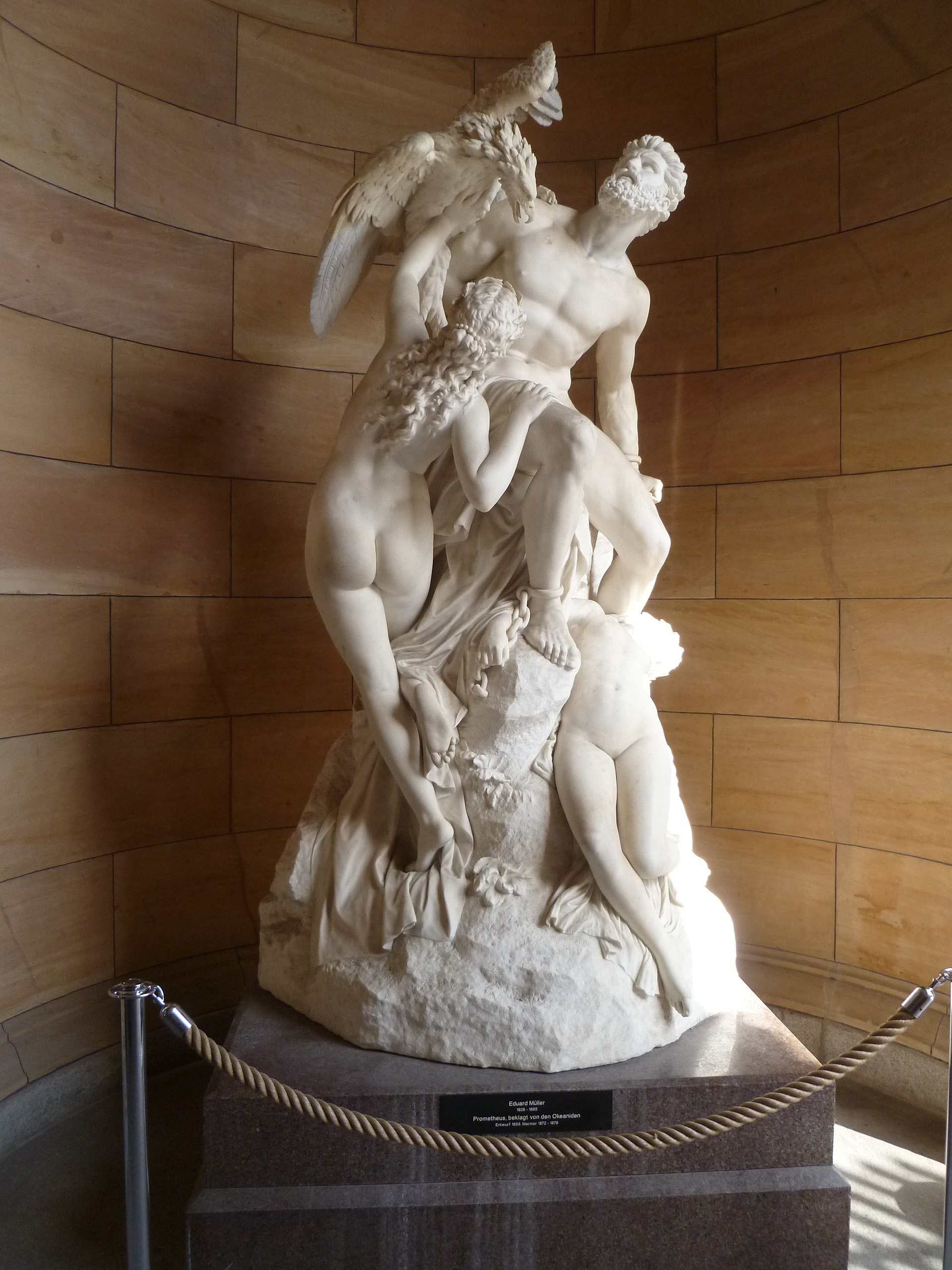
“Promethée enchaîné et les Océanides” (1872-79)

## Œuvres
Compositions magistrales, réalisme dans le rendu de la vie et haut degré de maîtrise technique sont les caractéristiques principales de ses figures idéales et de ses groupes mythologiques dont les plus célèbres sont :
- Nymphe embrassant Cupidon  (Nymphe, den Amor küssend , 1862, propriété de la reine d'Angleterre)
- La Foi, l'amour et l'Espoir  (Glaube, Liebe, Hoffnung, 1869, mausolée de Schröder à Hambuurg)
- Satyre au masque (Satyr mit der Maske, 1870)
- Réveil d'une jeune fille (Erwachendes Mädchen, 1872)
- Le secret du faune (Das Geheimnis des Fauns, 1874)
- Bacchante menaçant de couper les ailes de Cupidon (Bacchantin, die Amor die Flügel zu beschneiden droht, 1874)
- Le pêcheur napolitain et son fils (Der neapolitanische Fischer und sein Knabe, 1875)
- Römerin mit dem Moccolilicht
- La nymphe terrifiée (Die erschreckte Nymphe, pendant du Satyre au masque)
- Eve et ses enfants (Eva mit ihren Kindern, 1880).

Son chef-d’œuvre est le groupe de taille héroïque, Prométhée enchaîné et les Océanides (1872–1879), à la Galerie nationale de Berlin, sculpté dans un seul bloc de marbre.